# Louis Nicolas Vauquelin
Louis Nicolas Vauquelin, francoski farmacevt in kemik, * 16. maj 1763, Saint-André-d'Hébertot, Normandija, † 14. november 1829, Saint-André-d'Hébertot, Normandija.

## Življenje
Med letoma 1777 in 1779 je delal v Rouenu kot lekarniški vajenec. To je bilo tudi njegovo prvo srečanje s kemijo. Nato se je zaradi iskanja dela napotil v Pariz in postal A. F. Fourcroyjev sodelavec. V njegovem laboratoriju je opravljal delo asistenta (1783–1791). Vauquelin je že leta 1791 postal član Francoske akademije. Leta 1797 je odkril krom, leta 1798 pa berilij.

### Kariera
Vauquelin je v svojem življenju napisal veliko del. Med njegovimi deli velja omeniti Uvod v kemijsko analizo v Annales de Chimie leta 1799, nato pa knjigo v nemščini leta 1800. Vauquelin je bil eden od začetnikov sodobne analizne kemije. S svojimi izvirnimi analiznimi postopki je izoliral asparagin, raziskal kafro, jabolčno in kina kislino ter odkril dva elementa (krom, berilij). Uspelo mu je tudi pridobiti tekoči amonijak. Med revolucijo je bil predstojnik vojaških lekarn. Po vrnitvi v Pariz je postal profesor kemije v College de France. Leta 1811 je bil izbran za profesorja kemije na medicinski fakulteti v Parizu kot Fourcroyjev naslednik. Vauquelin je študente poučeval na predavanjih in tudi v laboratoriju. Nekateri njegovi učenci so postali odlični kemiki, ki so se kasneje zapisali v zgodovino kemije.

### Odkritje kroma in berilija
Leta 1797 je ugotovil, da je mineral krokoit sestavljen iz svinčevega oksida in oksida neznane kovine, za katero je predlagal ime chromium zaradi lepo obarvanih spojin, kot sta npr. dva oksida, kalijev kromat in bikromat, ki ju je pripravil. Naslednje leto je z redukcijo zelenega oksida z ogljem pripravil nečist vzorec kovine. K analizi mineralov ga je spodbujal opat René Just Haüy (1743–1822), ki je znan kot utemeljitelj sodobne mineralogije. Predlagal mu je, naj razišče smaragd in beril. Vauquelin je res v enem in drugem mineralu odkril novo »zemljo«. Poimenoval jo je berilova. Zaradi sladkega okusa njenih soli je bilo poimenovano glucin. Nemški kemiki so jo imenovali Beryllerde, element pa Beryllium, Francozi pa glucinium. Leta 1828 sta kovino neodvisno eden od drugega pripravila F. Wöhler in A. A. Bussy z redukcijo brezvodnega klorida s kalijem.